# Коваль Євген Олександрович
Євген Олександрович Коваль (нар. 22 травня 1979) — український поліціянт, генерал 3 рангу, перший заступник Голови Національної поліції України, колишній начальник кримінальної поліції (2019—2021).

## Життєпис
Керував Департаментом внутрішньої безпеки Нацполіції, восени 2019 року став першим заступником керівника Нацполіції Також керував кримінальною поліцією, слідчо-оперативною групою, що безуспішно розслідувала вбивство журналіста Павла Шеремета.
12 вересня 2019 призначений першим заступником Голови Національної поліції України, 20 серпня 2021 року звільнений з посади. Останнім робочим днем Коваля у декларації було зазначено 20 серпня 2021 року, після звільнення він отримав 830 тис. грн.

### Звання
- полковник поліції
- генерал поліції 3 рангу (23 серпня 2017 року)

## Скандали
- Керував слідчо-оперативною групою МВС у справі вбивства журналіста Павла Шеремета.
- Журналістське розслідування показало, що Євген Коваль, який все життя пропрацював у правоохоронних органах, їздить на елітних автомобілях, а його сім'я володіє великою кількістю нерухомості, яка не може бути пояснена їхніми офіційними доходами[2][3]. На журналістів, що проводили розслідування, завели кримінальну справу[4].

## Статки
Протягом 2020 року Коваль отримав 111 тис. грн «для вирішення соціально-побутових питань», а за 2020 рік заробив 1,4 млн грн.
Він також декларував дві квартири у Києві, 1,5 млн грн готівкою, 200 тисяч грн банківських вкладів.